# 前島 (徳島県)
前島（まえじま）は、徳島県阿南市伊島町にある島である。

## 地理
蒲生田岬の東方6km海上、阿南市伊島町にある伊島の西方に位置。前島の西方すぐには棚子島がある。
前島はかつて小集落があったが現在は無人島となっている。伊島との間に前島橋が1984年に架橋されている。面積は0.12km2。
南側の海岸は岩壁になっていて、3本の岩稜が海に飛び出している。
- 前島（奥）と2023年に架け替え竣工した前島橋（伊島側から撮影）
- 前島の水産加工場跡と、後方に棚子島

## 登山史
- 2023年5月 前島の南海岸の岩壁（南壁）の3本の岩稜のうち中央にある主稜が、小阪健一郎らによって初登攀された[1]。